# 보전상태

보전상태(conservation status)는 현존하는 생물의 특정한 종이 살아남을 수 있는지를 나타내는 등급이다.
국제적으로는 국제 자연 보전 연맹이 정한 IUCN 적색 목록이 가장 잘 알려져 있다. 포함해서 몇 가지 국제적으로 통용되는 지표가 있다. 적색 목록에서는 멸종 위기에 직면한 종을 위급(Critically Endangered, CR), 위기(Endangered, EN), 취약(Vulnerable, VU)의 세 단계로 구분한다.
멸종위기에 처한 야생동식물종의 국제거래에 관한 협약(CITES)은 국제 교역을 통해 야생 동식물의 생존을 위협하지 않도록 하는 노력이다.

## 나라별
대한민국은 야생생물 보호 및 관리에 관한 법률을 통해 "멸종위기 야생생물" 및 "국제적 멸종위기종"을 지정하여 보호하고 있다.

## 같이 보기
- IUCN 적색 목록
- 대한민국의 멸종위기 야생 동·식물